# Elise Ekke

Elise Ekke

Elise Ekke (* 14. Oktober 1877 in Krotoschin, Provinz Posen; † 3. Dezember 1957 in Kiel) war eine deutsche Politikerin (DDP).

## Leben
Elise Ekke besuchte in ihrer Jugend die Luisenschule und das Lehrerinnenseminar in Posen. Ab 1899 nahm sie als Gasthörerin an Vorlesungen der Friedrich-Wilhelms-Universität in Berlin teil. Später hörte sie an der Akademie zu Posen. Von 1900 bis 1905 unterrichtete Ekke als Lehrerin an einer Volksschule, dann von 1905 bis mindestens 1919 an einer städtischen Mittelschule in Posen. 1914 unternahm Ekke eine Studienreise nach England. Politisch tat sie sich im Kaiserreich nicht hervor.
Nach dem Ersten Weltkrieg trat Ekke in die Deutsche Demokratische Partei (DDP) ein. Im Januar 1919 wurde sie als Kandidatin der DDP für den Wahlkreis 8 (Posen) in die Weimarer Nationalversammlung gewählt, der sie bis zum Zusammentritt des ersten Reichstags der Weimarer Republik im Juli 1920 angehörte. Seither wurde sie in der Öffentlichkeit kaum noch wahrgenommen. In der Zeitschrift Die Brücke vom 21. Februar 1920 findet sich noch ein Aufsatz Ekkes mit dem Titel Das Deutschtum in Polen. Wie organisieren wir uns?, der nahelegt, dass sie die folgenden Jahre nach 1920 der deutschen Minderheit in Polen angehört hatte. Die nächste auffindbare Information zu ihrer Person ist die Feststellung ihres Todes in Kiel im Dezember 1957.